# Twenty-One (film fra 1918)
Twenty-One er en amerikansk stumfilm fra 1918 af William Worthington.

## Medvirkende
- Bryant Washburn - Jimmy Mufferton
- Gertrude Selby - Dixie Charlton